# Podnoszenie ciężarów na Letnich Igrzyskach Olimpijskich 1964
Podnoszenie ciężarów na Letnich Igrzyskach Olimpijskich 1964 w Tokio odbyło się w dniach 11 – 18 października w hali Shibuya Kōkaidō. W zawodach wzięło udział 149 sztangistów (tylko mężczyzn) z 42 krajów. W tabeli medalowej najlepsi okazali się reprezentanci ZSRR z czterema złotymi i trzema srebrnymi medalami. Zawody olimpijskie były jednocześnie 39. Mistrzostwami Świata w Podnoszeniu Ciężarów.

## Tabela medalowa
| Klasyfikacja medalowa | Klasyfikacja medalowa | Klasyfikacja medalowa | Klasyfikacja medalowa | Klasyfikacja medalowa | Klasyfikacja medalowa |
| --------------------- | --------------------- | --------------------- | --------------------- | --------------------- | --------------------- |
| Miejsce               | Reprezentacja         | Złoto                 | Srebro                | Brąz                  | Razem                 |
| 1                     | ZSRR                  | 4                     | 3                     | 0                     | 7                     |
| 2                     | Polska                | 1                     | 0                     | 3                     | 4                     |
| 3                     | Japonia               | 1                     | 0                     | 2                     | 3                     |
| 4                     | Czechosłowacja        | 1                     | 0                     | 0                     | 1                     |
| 5                     | Węgry                 | 0                     | 2                     | 1                     | 3                     |
| 6                     | Stany Zjednoczone     | 0                     | 1                     | 1                     | 2                     |
| 7                     | Wielka Brytania       | 0                     | 1                     | 0                     | 1                     |
| Total                 | Total                 | 7                     | 7                     | 7                     | 21                    |

## Medaliści
| Konkurencja                 | Złoto                | Wynik    | Srebro            | Wynik    | Brąz               | Wynik    |
| Waga kogucia (-56 kg)       | Aleksiej Wachonin    | 357,5 kg | Imre Földi        | 355,0 kg | Shirō Ichinoseki   | 347,5 kg |
| Waga piórkowa (-60 kg)      | Yoshinobu Miyake     | 397,5 kg | Isaac Berger      | 382,5 kg | Mieczysław Nowak   | 377,5 kg |
| Waga lekka (-67,5 kg)       | Waldemar Baszanowski | 432,5 kg | Władimir Kapłunow | 432,5 kg | Marian Zieliński   | 420,0 kg |
| Waga średnia (-75 kg)       | Hans Zdražila        | 445,0 kg | Wiktor Kuriencow  | 440,0 kg | Masushi Ōuchi      | 437,5 kg |
| Waga lekkociężka (-82,5 kg) | Rudolf Plukfieldier  | 475,0 kg | Géza Tóth         | 467,5 kg | Győző Veres        | 467,5 kg |
| Waga półciężka (-90 kg)     | Władimir Gołowanow   | 487,5 kg | Louis Martin      | 475,0 kg | Ireneusz Paliński  | 467,5 kg |
| Waga ciężka (+90 kg)        | Łeonid Żabotynśkyj   | 572,5 kg | Jurij Własow      | 570,0 kg | Norbert Schemansky | 537,5 kg |